# Dalechampia canescens
Dalechampia canescens är en törelväxtart som beskrevs av Carl Sigismund Kunth. Dalechampia canescens ingår i släktet Dalechampia och familjen törelväxter. Inga underarter finns listade i Catalogue of Life.